# 赵元任故居
赵元任故居位于中国江苏省常州市天宁区青果巷16弄西侧15-22号，为现代语言学家和音乐家赵元任少年时代在常州的故居。该建筑为赵氏祖居，名湛贻堂，由其曾祖父赵朗浦建于清咸丰时，光绪二十六年（1900）赵元任九岁时随父母护送祖父灵柩回乡安葬，并在此定居至宣统二年（1910）。建筑现存平屋和楼屋各两进，楼屋上下共20间，均为硬山顶砖木结构建筑。